# Agnieszka Kudelska
Agnieszka Kudelska (ur. 18 grudnia 1981 w Kutnie) – polska aktorka dubbingowa, rzadko występująca przed kamerą. Jest także dialogistką i kierownikiem produkcji. Ukończyła historię kultury na Uniwersytecie Kardynała Stefana Wyszyńskiego i Szkołę Aktorską Haliny i Jana Machulskich w Warszawie w 2005 roku. Współzałożycielka teatru Projekt Teatr Warszawa.

## Filmografia
- 2010: Klinika absurdu – Edyta
- 2007: Na Wspólnej – kobieta (odc. 821)
- 2004–2006: M jak miłość – dziewczyna w klubie „Oaza” / koleżanka Julii (odc. 249, 473)

## Polski dubbing
- 2020: Kipo i dziwozwierze – Matka Kipo
- 2017: Dziennik cwaniaczka: Droga przez mękę – żona Brodacza
- 2016: Trolle – DJ Zuza
- 2014: Pac-Man i upiorne przygody – Pac-Man
- 2013: Turbo
- 2013: Pora na przygodę! – Słoniczka, Bercer
- 2013: Steven Universe – Granat
- 2012: Epoka lodowcowa 4: Wędrówka kontynentów
- 2011: Pan Popper i jego pingwiny – Pippi
- 2011: Rio – Julia
- 2011: Monster High – Lagoona Blue
- 2010: Nadjeżdża Pan Robótka (sezon pierwszy) – Kwadrat, Trójkąt
- 2010: Zgaduj z Jessem – Baa
- 2010: Podróże Guliwera
- 2010: Geronimo Stilton
- 2010: Astro Boy
- 2010: Percy Jackson i bogowie olimpijscy: Złodziej pioruna – Pani Dodds/Erynia
- 2009: Star Wars: The Clone Wars - Republic Heroes – Ahsoka Tano
- 2009: Epoka lodowcowa 3: Era dinozaurów – Mały Jasio
- 2009: Plan Totalnej Porażki – Beth
- 2009: Alvin i wiewiórki 2
- 2009: Magiczna uliczka – Bartek
- 2009: Noc w muzeum 2
- 2009: Klub Winx – Musa
- 2009: Lou! – Mina
- 2008: Mów mi Dave
- 2008: Najnowsze wydanie
- 2008: Mia i Migunki – Aldrin
- 2008: Freefonix – Mo Start
- 2008: Gwiezdne wojny: Wojny klonów – Ahsoka Tano
- 2008: Gwiezdne wojny: Wojny klonów (serial) – Ahoska Tano
- 2008: Wyspa totalnej porażki – Beth
- 2008: Horton słyszy Ktosia
- 2008: Potwory i piraci – Eliza / Młody Tryton
- 2008: Malowanki – Kredzia (wokal)
- 2007–2009: Szpiegowska rodzinka – Kamila
- 2007: Skunks Fu – Skunks
- 2007: Pan Robótka – Kwadrat
- 2005: Tygrysek Etelbert – Mała kangurzyca
- 2005: 6 w pracy
- 2004: Czerwony traktorek – Marek

### Dialogi polskie
- 2009: Zgaduj z Jessem (odc. 1-26)
- 2009: Lou! (odc. 1-6)
- 2008: Podpięść: Wariackie Halloween
- 2008: Wyspa totalnej porażki (odc. 6-7, 14-16)
- 2006: Tajna misja
- 2006: Storm Hawks
- 2006: 6 w pracy (odc. 59)

### Kierownik produkcji
- 2013: Percy Jackson: Morze potworów
- 2013: Pora na przygodę!
- 2013: Turbo
- 2013: Littlest Pet Shop
- 2013: Tajemnica zielonego królestwa
- 2013: Spike Team
- 2013: Supa Strikas: Piłkarskie rozgrywki – odcinki 40-52
- 2013: Klub bystrzaków
- 2013: Czarodzieje kontra Obcy
- 2013: Krudowie
- 2012: Hobbit: Niezwykła podróż
- 2012: Dinomama
- 2012: Życie Pi
- 2012: Potwory i ja
- 2012: Inwazja Plankton
- 2012: Mia i ja
- 2012: Nawet nie wiesz, jak bardzo Cię kocham
- 2012: Sherlock Jak
- 2012: Pok i Mok
- 2012: Koszykarze
- 2012: Rastamysz
- 2012: Podróż na Tajemniczą Wyspę
- 2012: Epoka lodowcowa 4: Wędrówka kontynentów
- 2011: Alvin i wiewiórki 3
- 2011: Beyblade: Metal Masters – Daxian Wang (młodszy)
- 2011: Zielony patrol
- 2011: Pan Popper i jego pingwiny
- 2011: Rio
- 2010: Zgaduj z Jessem
- 2010: Super Hero Squad
- 2010: Mysia
- 2010: Geronimo Stilton
- 2010: Opowieści z Narnii: Podróż Wędrowca do Świtu
- 2010: Percy Jackson i bogowie olimpijscy: Złodziej pioruna
- 2010: Marmaduke – pies na fali
- 2010: Moje życie ze mną
- 2009: Astro Boy
- 2009: Huntik: Łowcy tajemnic
- 2009: Epoka lodowcowa 3: Era dinozaurów
- 2009: Plan Totalnej Porażki
- 2009: Alvin i wiewiórki 2
- 2009: Magiczna uliczka
- 2009: Noc w muzeum 2
- 2008: Mów mi Dave
- 2008: Gwiezdne wojny: Wojny klonów
- 2008: Wyspa totalnej porażki
- 2008: Mia i Migunki
- 2008: Horton słyszy Ktosia
- 2008: Potwory i piraci
- 2007: Wielka rodzina
- 2007: Ruby Gloom
- 2006: Tajna misja
- 2004: 6 w pracy (odc. 53-78, S2)
- 2004: Klub Winx (seria 4)
- 2004–2009: Dom dla Zmyślonych Przyjaciół pani Foster
- 2004–2006: Świat Todda
- 2002–2004: Dziewczyny, chłopaki (odc. 27-39)